# Veronica Cartwright
Veronica Cartwright (Bristol, 20 aprile 1949) è un'attrice britannica.

## Biografia
Sorella maggiore dell'attrice Angela Cartwright, inizia la sua attività cinematografica da bambina nel 1958, ottenendo i primi ruoli importanti nel 1961 in Quelle due di William Wyler, e nel 1963 nel celebre Gli uccelli di Alfred Hitchcock, ove interpretava la sorella del protagonista Rod Taylor. Da adulta, si distinse in Terrore dallo spazio profondo (1978) di Philip Kaufman, Le streghe di Eastwick (1987) di George Miller e quello per cui viene maggiormente ricordata, Alien (1979) di Ridley Scott. Interpreta anche numerose serie tv, tra le quali Miami Vice, Baywatch, E.R. - Medici in prima linea, X-Files, Will & Grace, Six Feet Under e Cold Case.

## Vita privata
È stata sposata dal 1968 al 1972 con l'attore Richard Gates, e dal 1976 al 1980 con Stanley Goldstein. Nel 1982 si è risposata con l'attore Richard Compton con cui rimase fino alla morte di lui, avvenuta nel 2007; hanno avuto un figlio, Dakota.

## Filmografia

### Cinema
- In amore e in guerra (In Love and War), regia di Philip Dunne (1958) - non accreditata
- Quelle due (The Children's Hour), regia di William Wyler (1961)
- Gli uccelli (The Birds), regia di Alfred Hitchcock (1963)
- Quella nostra estate (Spencer's Mountain), regia di Delmer Daves (1963) - non accreditata
- One Man's Way, regia di Denis Sanders (1964)
- Il pornografo (Inserts), regia di John Byrum (1974)
- Verso il Sud (Goin' South), regia di Jack Nicholson (1978)
- Terrore dallo spazio profondo (Invasion of the Body Snatchers), regia di Philip Kaufman (1978)
- The Kid from Not-So-Big, regia di William Crain (1978)
- Alien, regia di Ridley Scott (1979)
- Nightmares - Incubi (Nightmares), regia di Joseph Sargent (1983)
- Uomini veri (The Right Stuff), regia di Philip Kaufman (1983)
- Terrore in sala (Terror in the Aisles), regia di Andrew J. Kuehn (1984) - documentario
- My Man Adam, regia di Roger L. Simon (1985)
- Navigator (Flight of the Navigator), regia di Randal Kleiser (1986)
- Wisdom, regia di Emilio Estevez (1986)
- Le streghe di Eastwick (The Witches of Eastwick), regia di George Miller (1987)
- Valentino Returns, regia di Peter Hoffman (1989)
- Identità sepolta (False Identity), regia di James Keach (1990)
- Walking the Dog, regia di Bonnie Palef (1991) - cortometraggio
- La gatta e la volpe (Man Trouble), regia di Bob Rafelson (1992)
- Mirror, Mirror 2: Raven Dance, regia di Jimmy Lifton (1994)
- Speed, regia di Jan de Bont (1994) - non accreditata
- On Hope, regia di JoBeth Williams (1994) - cortometraggio
- Two Over Easy, regia di Stephen T. Kay (1994) - cortometraggio
- L'inferno nello specchio (Candyman 2) (Candyman: Farewell to the Flesh), regia di Bill Condon (1995)
- Shoot the Moon, regia di Tom Hodges (1996)
- Traffico di diamanti (Money Talks), regia di Brett Ratner (1997)
- Sparkler, regia di Darren Stein (1997)
- My Engagement Party, regia di Christopher Heisen (1998)
- A Slipping-Down Life, regia di Toni Kalem (1999)
- Trash, regia di Mark Anthony Galluzzo (1999)
- In the Bedroom, regia di Todd Field (2001)
- Critic's Choice, regia di Daniel Henning - cortometraggio (2001)
- Scary Movie 2, regia di Keenen Ivory Wayans (2001)
- Mackenheim, regia di Adam Barr (2002) - cortometraggio
- Oggi sposi... niente sesso (Just Married), regia di Shawn Levy (2003) - non accreditata
- La tela dell'assassino (Twisted), regia di Philip Kaufman (2004) - non accreditata
- Straight-Jacket, regia di Richard Day (2004)
- Kinsey, regia di Bill Condon (2004)
- Barry Dingle, regia di Barry Shurchin (2005)
- Mommy's House, regia di Aron Kantor (2007) - cortometraggio
- Invasion (The Invasion), regia di Oliver Hirschbiegel (2007)
- Il richiamo della foresta 3D (Call of the wild), regia di Richard Gabai (2009)
- Neowolf, regia di Yvan Gauthier (2010)
- InSight, regia di Richard Gabai (2011)
- The Misadventures of the Dunderheads , regia di D. G. Brock (2011)
- The Yellow Wallpaper, regia di Logan Thomas (2012)
- The Odd Way Home, regia di Rajeev Nirmalakhandan (2013)
- The Town That Dreaded Sundown, regia di Alfonso Gomez-Rejon (2014)
- The Dark Below, regia di Douglas Schulze (2015)
- Limbo, regia di Mark Young (2019)
- The Field, regia di Tate Bunker (2019)
- Breaking Fast, regia di Mike Mosallam (2020)
- The Phantoms, regia di Logan Thomas (2022)

### Televisione
- Alcoa Presents: One Step Beyond – serie TV, episodio 2x25 (1960)
- Alfred Hitchcock presenta (Alfred Hitchcock Presents) – serie TV, episodi 5x35-6x15 (1960-1961)
- Make Room for Daddy – serie TV, 2 episodi (1959-1961)
- Route 66 – serie TV, episodio 2x25 (1962)
- Ai confini della realtà (The Twilight Zone) – serie TV, episodio 3x35 (1962)
- Il carissimo Billy (Leave It to Beaver) – serie TV, 4 episodi (1959-1963)
- Undicesima ora (The Eleventh Hour) – serie TV, episodi 1x15-2x02 (1963)
- The Dick Powell Show – serie TV, episodio 2x26 (1963)
- Tell Me Not in Mournful Numbers – film TV (1964)
- Il dottor Kildare (Dr. Kildare) – serie TV, episodio 4x16 (1965)
- Who Has Seen the Wind? – film TV (1965)
- Daniel Boone – serie TV, 37 episodi (1964-1966)
- Reporter alla ribalta (The Name of the Game) – serie TV, episodio 1x12 (1968)
- Tre nipoti e un maggiordomo (Family Affair) – serie TV, episodio 3x27 (1969)
- Dragnet 1967 – serie TV, episodio 4x01 (1969)
- Mod Squad, i ragazzi di Greer (The Mod Squad) – serie TV, episodio 2x01 (1969)
- Death Valley Days – serie TV, episodio 18x13 (1970)
- The Bold Ones: The Lawyers – serie TV, episodio "Point of Honor" (1970)
- Dove vai Bronson? (Then Came Bronson) – serie TV, episodio "Still Waters" (1970)
- Io e i miei tre figli (My Three Sons) – serie TV, episodio 11x08 (1970)
- Here We Go Again – serie TV, episodio "Sunday, Soggy Sunday" (1973)
- Bernice Bobs Her Hair – film TV (1976)
- Serpico – serie TV, episodio 1x09 (1976)
- La tragedia della Guyana (Guyana Tragedy: The Story of Jim Jones) – film TV (1980)
- The Big Black Pill – film TV (1981)
- Prime Suspect – film TV (1982)
- Robert Kennedy & His Times – miniserie TV (1985)
- Tradimento fatale (Intimate Encounters), regia di Ivan Nagy – film TV (1986)
- Miami Vice – serie TV, episodio 3x20 (1987)
- Tanner '88 – miniserie TV (1988)
- Desperate for Love – film TV (1989)
- Baywatch - Panico a Malibu (Panic at Malibu Pier) – film TV (1989)
- Salverò i miei fratelli (A Son's Promise) – film TV (1990)
- Operazione Fenice (Hitler's Daughter) – film TV (1990)
- CBS Schoolbreak Special – serie TV, 1 episodio (1991)
- Sopra ogni sospetto (Dead in the Water) – film TV (1991)
- L.A. Law - Avvocati a Los Angeles (L.A. Law) – serie TV, 9 episodi (1989-1992)
- Lincoln and the War Within – film TV (1992)
- Vendetta privata (It's Nothing Personal) – film TV (1993)
- Triumph Over Disaster: The Hurricane Andrew Story – film TV (1993)
- In diretta con la morte (Dead Air) – film TV (1994)
- Cura d'amore (My Brother's Keeper) – film TV (1995)
- American Gothic – serie TV, episodio "Dr. Death Takes a Holiday" (1996)
- Il complotto (The Lottery) – film TV (1996)
- I viaggiatori (Sliders) – serie TV, episodio 3x08 (1996) - voce
- I racconti di Quicksilver (Quicksilver Highway) – film TV (1997)
- E.R. - Medici in prima linea (ER) – serie TV, episodi 3x14-3x16 (1997)
- Io e mio fratello (Boston Common) – serie TV, episodio "Here's to You, Mrs. Byrnes!" (1997)
- George & Leo – serie TV, episodi "The Wedding" e "The Nine Wives of Leo Wagonman" (1997-1998)
- Rat Pack - Da Hollywood a Washington (The Rat Pack), regia di Rob Cohen – film TV (1998)
- X-Files (The X Files) – serie TV, 4 episodi (1998-1999)
- The Last Man on Planet Earth – film TV (1999)
- Chicago Hope – serie TV, episodio "Team Play" (1999)
- Will & Grace – serie TV, episodio 2x07 (1999)
- Inside the Osmonds – film TV (2001)
- Il tocco di un angelo (Touched by an Angel) – serie TV, episodio 8x06 (2001)
- In tribunale con Lynn (Family Law) – serie TV, episodio 3x14 (2002)
- Giudice Amy (Judging Amy) – serie TV, episodio 4x08 (2002)
- Dr. Vegas – serie TV, episodio "All In" (2004)
- Senza traccia (Without a Trace) – serie TV, episodi 1x15-3x22 (2003-2005)
- Six Feet Under – serie TV, episodi 4x01-4x10-4x01-5x01 (2004-2005)
- The Closer – serie TV, episodio 1x09 (2005)
- Law & Order - Unità vittime speciali (Law & Order: Special Victims Unit) – serie TV, episodio 7x08 (2005)
- Nip/Tuck – serie TV, episodio 3x15 (2005)
- Boston Legal – serie TV, episodio 2x12 (2006)
- Cold Case - Delitti irrisolti (Cold Case) – serie TV, episodio 3x14 (2006)
- CSI - Scena del crimine (CSI: Crime Scene Investigation) – serie TV, episodio 6x21 (2006)
- Invasion – serie TV, 5 episodi (2005-2006)
- Settimo cielo (7th Heaven) – serie TV, episodio 11x03 (2006)
- The Nine – serie TV, 3 episodi (2006-2007)
- Eastwick – serie TV, 11 episodi (2009)
- Le terrificanti avventure di Sabrina (Chilling Adventures of Sabrina) – serie TV, episodio 1x15 (2019)
- The Good Doctor – serie TV, episodio 4x16 (2021)

## Riconoscimenti
- Premio Emmy
  - 1997 – Candidatura alla migliore attrice ospite in una serie drammatica per E.R. - Medici in prima linea
  - 1998 – Candidatura alla migliore attrice ospite in una serie drammatica per X-Files
  - 1999 – Candidatura alla migliore attrice ospite in una serie drammatica per X-Files

- Young Hollywood Hall of Fame
  - 1960's – 1966

## Doppiatrici italiane
Nelle versioni in italiano delle opere in cui ha recitato, Veronica Cartwright è stata doppiata da:
- Graziella Polesinanti in Eastwick, Six Feet Under, CSI - Scena del crimine, Bosch
- Serena Verdirosi ne Gli uccelli, Verso il sud
- Ludovica Modugno in Quelle due, Traffico di diamanti
- Lorenza Biella in Il pornografo
- Flaminia Jandolo in Terrore dallo spazio profondo
- Alida Cappellini in Alien[1]
- Paola Piccinato in Navigator
- Manuela Andrei ne Le streghe di Eastwick
- Serena Spaziani ne L'inferno nello specchio (Candyman 2)
- Angiola Baggi in Invasion
- Cinzia Massironi ne Il richiamo della foresta
- Elena Bianca in Scary Movie 2
- Noemi Gifuni in X-Files
- Manuela Massarenti in Nip/Tuck
- Monica Ward in Senza traccia
- Aurora Cancian in Cold Case - Delitti Irrisolti
- Stefania Romagnoli in The Closer
- Rossella Izzo in Grey's Anatomy
- Rita Savagnone in Criminal Minds
- Rosalba Bongiovanni in The Town That Dreaded Sundown
- Marina Tagliaferri in Supernatural
- Stefania Giuliani in The Rookie
- Valeria Perilli in The Good Doctor
- Antonella Giannini in A Man on the Inside